# Liste der Monuments historiques in Saint-Pierre-d’Oléron
Die Liste der Monuments historiques in Saint-Pierre-d’Oléron führt die Monuments historiques in der französischen Gemeinde Saint-Pierre-d’Oléron auf.

## Liste der Bauwerke
| Bezeichnung                        | Beschreibung           | Standort                         | Kennzeichnung | Schutzstatus    | Datum     | Bild           |
| ---------------------------------- | ---------------------- | -------------------------------- | ------------- | --------------- | --------- | -------------- |
| Château de Bonnemie                | Schloss                | (Lage)                           | PA00105215    | Inscrit         | 1981 1994 | weitere Bilder |
| Kirche St-Pierre                   |                        | (Lage)                           | PA00105216    | Inscrit Inscrit | 1988 2017 | weitere Bilder |
| Gebäude                            |                        | 110, rue de la République (Lage) | PA00105217    | Inscrit         | 1969      |                |
| Totenlaterne                       |                        | (Lage)                           | PA00105218    | Classé          | 1886      | weitere Bilder |
| Haus der Vorfahren von Pierre Loti |                        | 19, rue Pierre-Loti (Lage)       | PA17000074    | Inscrit         | 2006      | weitere Bilder |
| Maison de Thomas                   | Inschriftenstein, 1585 | 53, rue de la République (Lage)  | PA00105219    | Inscrit         | 1928      |                |

## Liste der Objekte
Zum Verständnis siehe: Kirchenausstattung
- Monuments historiques (Objekte) in Saint-Pierre-d’Oléron in der Base Palissy des französischen Kultusministeriums